# Ischasia linsleyi
Ischasia linsleyi là một loài bọ cánh cứng trong họ Cerambycidae.